# العلاقات الأندورية الصربية
العلاقات الأندورية الصربية هي العلاقات الثنائية التي تجمع بين أندورا وصربيا.

## مقارنة بين البلدين
هذه مقارنة عامة ومرجعية للدولتين:
| وجه المقارنة                                              | أندورا                                                     | صربيا                                                      |
| --------------------------------------------------------- | ---------------------------------------------------------- | ---------------------------------------------------------- |
| المساحة (كم2)                                             | 468                                                        | 88.36 ألف                                                  |
| عدد السكان (نسمة)                                         | 76.18 ألف                                                  | 7.02 مليون                                                 |
| الكثافة السكانية (ن./كم²)                                 | 16.28 ألف                                                  | 79.45                                                      |
| العاصمة                                                   | أندورا لا فيلا                                             | بلغراد                                                     |
| اللغة الرسمية                                             | اللغة الكتالونية                                           | اللغة الصربية                                              |
| العملة                                                    | يورو                                                       | دينار صربي                                                 |
| الناتج المحلي الإجمالي (بليون دولار)                      | 3.01 مليار                                                 | 41.43 مليار                                                |
| الناتج المحلي الإجمالي (تعادل القوة الشرائية) بليون دولار |                                                            | 100.13 مليار                                               |
| الناتج المحلي الإجمالي الاسمي للفرد دولار أمريكي          |                                                            | 5.24 ألف                                                   |
| الناتج المحلي الإجمالي للفرد دولار أمريكي                 |                                                            | 13.59 ألف                                                  |
| مؤشر التنمية البشرية                                      | 0.858                                                      | 0.771                                                      |
| رمز المكالمات الدولي                                      | +376                                                       | +381                                                       |
| رمز الإنترنت                                              | .ad                                                        | .rs، .срб ‏                                                 |
| المنطقة الزمنية                                           | ت ع م+01:00، توقيت وسط أوروبا، ت ع م+02:00، أوروبا/أندورا ‏ | توقيت وسط أوروبا، ت ع م+01:00، ت ع م+02:00، أوروبا/بلغراد ‏ |

## منظمات دولية مشتركة
يشترك البلدان في عضوية مجموعة من المنظمات الدولية، منها:
| علم المنظمة | اسم المنظمة                    | تاريخ انضمام أندورا | تاريخ انضمام صربيا |
| ----------- | ------------------------------ | ------------------- | ------------------ |
|             | الاتحاد الدولي للاتصالات       | 12 نوفمبر 1993      | 1 يونيو 2001       |
|             | منظمة حظر الأسلحة الكيميائية   | ?                   | ?                  |
|             | يونسكو                         | 20 أكتوبر 1993      | 20 ديسمبر 2000     |
|             | مجلس أوروبا                    | ?                   | 3 أبريل 2003       |
|             | الأمم المتحدة                  | 28 يوليو 1993       | 1 نوفمبر 2000      |
|             | منظمة الشرطة الجنائية الدولية  | ?                   | ?                  |
|             | منظمة الأمن والتعاون في أوروبا | 25 أبريل 1996       | 3 يونيو 2006       |

## وصلات خارجية
- موقع وزارة الخارجية الأندورية
- موقع وزارة الخارجية الصربية